# Gwent
Gwent  ist ein Preserved County und eine ehemalige Verwaltungsgrafschaft von Wales. Ein Preserved County in Wales umfasst den Zuständigkeitsbereich der zeremoniellen Ämter Lord Lieutenant und High Sheriff.

## Verwaltungsgeschichte
1974 wurde aus der Grafschaft Monmouthshire und dem County Borough Newport die neue Verwaltungsgrafschaft Gwent gebildet und in fünf Districts eingeteilt. Der Name Gwent wurde in Anlehnung an das historische walisische Königreich Gwent gewählt. Seit der Verwaltungsreform von 1996 ist Gwent keine Verwaltungsgrafschaft mehr, sondern ein Preserved County. Auf seinem Gebiet liegen heute fünf Principal Areas:
- Blaenau Gwent County Borough
- Caerphilly County Borough
- City of Newport
- Monmouthshire
- Torfaen

Der Name Gwent wird heute manchmal auch als Synonym für die traditionelle Grafschaft Monmouthshire verwendet.
In alten Zeiten unterschied man zwischen dem tieferen südlichen Gwent Is Coed („Gwent unterhalb des Waldes“) am Bristolkanal und dem höher gelegenen nördlichen Gwent Uwch Coed („Gwent oberhalb des Waldes“). Damals waren diese beiden Landesteile durch ein ausgedehntes Waldgebiet voneinander getrennt.